# برلینگتون (شهرک)، ویسکانسین
برلینگتون (به انگلیسی: Burlington) یک منطقهٔ مسکونی در ایالات متحده آمریکا است که در شهرستان رسین، ویسکانسین واقع شده‌است. برلینگتون ۹۳٫۰ کیلومتر مربع مساحت و ۶٬۳۸۴ نفر جمعیت دارد و ۲۲۹ متر بالاتر از سطح دریا واقع شده‌است.